# 红苋甾酮
红苋甾酮（英語：Rubrosterone，也译为紫茎牛膝甾酮、红甾酮）是一种植物和昆虫中发现的甾体物质，由于其和脊椎动物甾体激素的相似性，其对人体也有影响。